# Dave Bing
David „Dave“ Bing (* 24. November 1943 in Washington, D.C.) ist ein US-amerikanischer ehemaliger Basketballspieler der Detroit Pistons, Washington Bullets und Boston Celtics in der National Basketball Association (NBA) sowie ehemaliger Bürgermeister von Detroit.
Der 1,91 Meter große Bing ist mehrfacher NBA-All-Star und galt als exzellenter Korbjäger. Seit 1990 ist er Mitglied in der Naismith Memorial Basketball Hall of Fame. Er wurde zusätzlich auf die Liste der 50 besten NBA-Spieler aller Zeiten aufgenommen.

## Karriere
Im Alter von fünf Jahren erlitt Bing eine schwere Augenverletzung, als er sich aus Versehen einen Stock ins linke Auge rammte. Das Auge konnte aber nach einer Notoperation gerettet werden. Trotzdem war seine Sehkraft auf diesem Auge nicht mehr so ausgeprägt wie zuvor. Umso erstaunlicher war es, dass der als klein und schmächtig geltende Bing einen High-School-Rekord nach dem anderen brach und für die Syracuse University rekrutiert wurde.
Bing galt seit seiner Syracuse-Zeit als Supertalent und wurde im NBA-Draft von 1966 von den Detroit Pistons an zweiter Stelle ausgewählt. Auf Anhieb etablierte sich Bing als exzellenter Punktesammler. In seiner Rookie-Saison erzielte er pro Spiel 20 Punkte und 4,1 Assists (Vorlagen) und wurde als „Neuling des Jahres“ (Rookie of the Year) in das NBA All-Rookie Team berufen. Im nächsten Jahr führte er mit 27,1 Punkten pro Spiel die Liga an und wurde 1968 sowohl ins NBA All-Star, als auch ins All-NBA First Team gewählt.
Gemeinsam mit Teamkollegen Jimmy Walker bildete er eines der gefährlichsten Guard-Duos der NBA. Die Pistons waren jedoch auf allen anderen Positionen unterdurchschnittlich besetzt. Bing erzielte zwar in den darauffolgenden Saisons beständig 22 und mehr Punkte pro Spiel und wurde stets ins All-Star-Team gewählt, trotzdem blieb ihm der große Erfolg mit den Pistons verwehrt.
Einen weiteren Rückschlag erlitt Bing im Jahre 1972, als ihm aus Versehen ein Gegenspieler einen Finger ins rechte Auge rammte. Er musste drei Monate pausieren, setzte seine Karriere aber gegen den Ratschlag der Ärzte fort. Nach vielen individuell starken-, vom Teamerfolg aber eher unterdurchschnittlichen Jahren, wurde Bing zusammen mit einem Erstrunden-Wahlrecht im NBA-Draft 1977 in Austausch für Kevin Porter zu den Washington Bullets getauscht und erzielte durchschnittlich 18 Punkte und sechs Assists pro Spiel. Seine letzte Saison spielte er bei den Boston Celtics. Als Dank für seine Leistungen erklärten die Pistons, dass Bings Trikotnummer 21 nicht mehr an andere Spieler vergeben wird.
Im Jahr 1977 wurde Bing mit dem J. Walter Kennedy Citizenship Award für soziales Engagement ausgezeichnet.

## Privatleben
Nach seiner NBA-Laufbahn gründete Bing die „Bing Group“ und wurde ein erfolgreicher Stahlproduzent. Er ist verheiratet und hat zwei Töchter.

## Politik
Bing, der Mitglied der Demokratischen Partei ist, beteiligte sich im Februar 2009 an den Vorwahlen um das Bürgermeisteramt von Detroit. Der Posten war nach dem Rücktritt von Kwame Kilpatrick im November des Vorjahres kommissarisch von Kenneth Cockrel, dem Präsidenten des Stadtrates, übernommen worden. Mit 26.337 Stimmen, was einem Anteil von 28,8 % entsprach, belegte Bing den ersten Platz, gefolgt von Cockrel, der 27 % erreichte. Die Stichwahl im Mai entschied Bing dann mit 52 % der Stimmen für sich.
Dieser Nachwahl folgte noch im selben Jahr die Wahl für die nächste vierjährige Amtsperiode. Dave Bing lag nach der Vorwahl mit 73,9 % der Stimmen deutlich vor dem Zweitplatzierten, dem Geschäftsmann Tom Barrow (11,09 %). Bei der Stichwahl siegte Bing mit einem Anteil von 56 %.
Im November 2013 wurde Mike Duggan zu seinem Nachfolger gewählt. Er löste Bing am 1. Januar 2014 ab.